# پدیده‌شناسی
پدیده‌شناسی یا فِنولوژی (انگلیسی: Phenology) دانش مطالعهٔ رویدادهای چرخه زیستی جانوران و گیاهان دوره‌ای و چگونگی تاثیرپذیری آنها از تغییرات اقلیمی فصلی و میان‌سالی (در بازه چندین سال) است.
مثال‌هایی مانند نخستین نشانه‌ها از کوچ پرندگان، تاریخ گل‌دهی و برگ‌دهی اضطراری، تاریخ تغییر رنگ برگ‌ها و خزان گیاهان برگ‌ریز، نخستین پرواز پروانه‌ها، تاریخ تخم‌گذاری پرندگان و خزندگان نمونه‌هایی مطالعات پدیده‌شناختی هستند.
به دلیل حساسیت زیاد برخی پدیده‌ها به تغییرهای کوچک در یک اقلیم، به‌ویژه دما، مشاهدات ثبت‌شدهٔ پدیده‌شناختی به عنوان نماینده‌ای از دما در اقلیم‌شناسی تاریخی مورد استفاده قرار می‌گیرد. تغییر اقلیم و گرمایش جهانی از این جمله هستند.